# Reduto da Feteira
O Reduto da Feteira localizava-se na freguesia da Feteira, no concelho da Horta, na ilha do Faial, nos Açores.
Em posição dominante sobre este trecho do litoral, constituiu-se em uma fortificação destinada à defesa deste ancoradouro contra os ataques de piratas e corsários, outrora frequentes nesta região do oceano Atlântico.

## História
Poderá ter sucedido o 1.º Forte da Feteira e o 2.º Forte da Feteira.
A "Relação" do marechal de campo Barão de Bastos em 1862 refere-o e informa que "Tem uma pequena caza arruinada" e que se encontra arruinado. A seu respeito observa ainda:
"Pode desde já desprezar-se, porque alem de não ser efficaz para a defeza da ilha, por isso é que esta é acessível por todos os lados, e as fortificações se achão tão arruinadas que teria de se fazer avultadas despezas para a sua reedificação."
A estrutura não chegou até aos nossos dias.